# Alex MacDowall

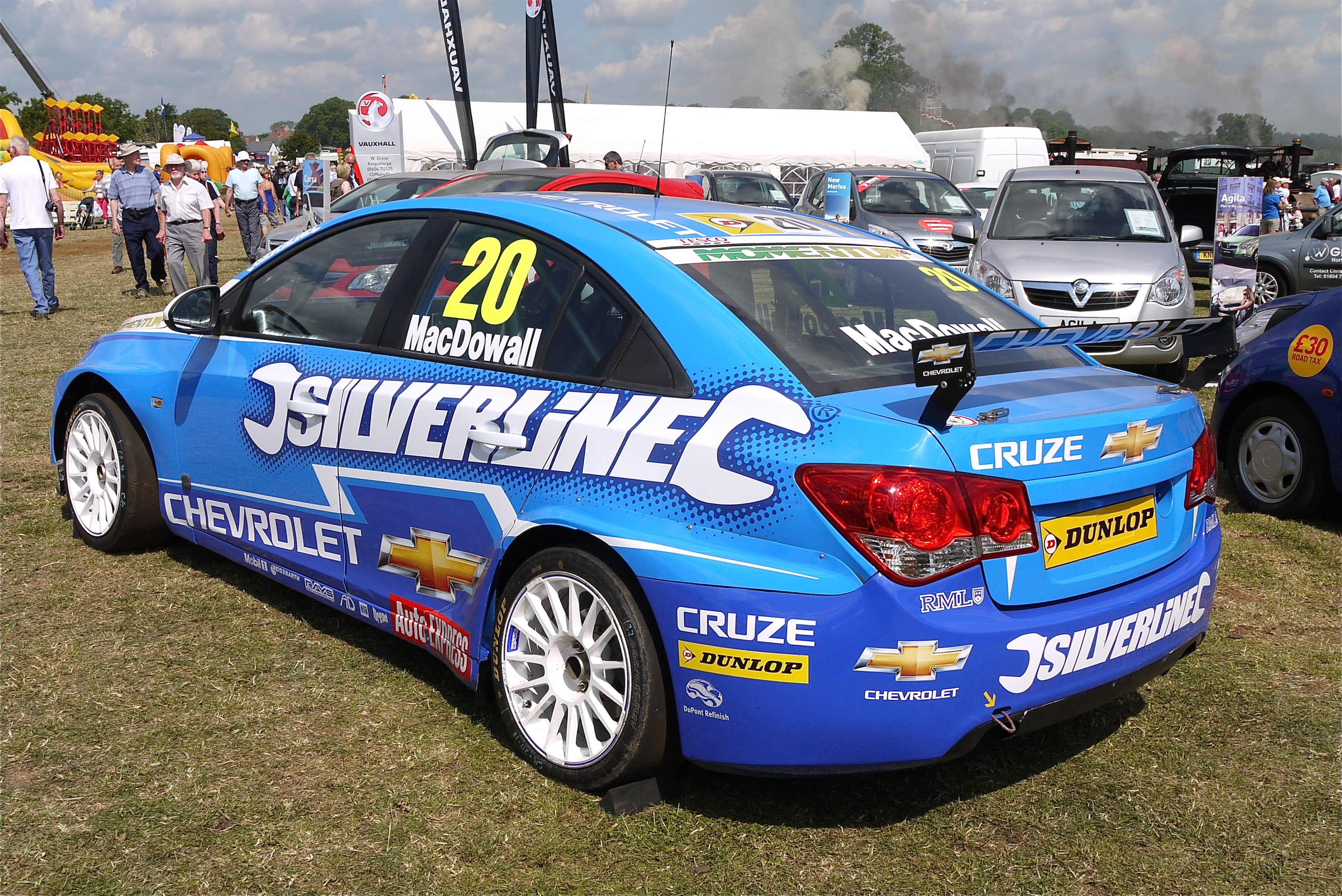
MacDowalls Chevrolet Cruze i British Touring Car Championship 2011.

Alexander "Alex" Hay MacDowall, född 22 januari 1991 i Carlisle, är en brittisk racerförare.

## Racingkarriär
MacDowall började sin karriär i T Cars år 2005 och blev totalsjua i mästerskapet säsongen 2006. Han fortsatte sedan via Renault Clio Cup Great Britain, där han tävlade under tre säsonger. Den första, år 2007, blev han 32:a samt trea i vinterserien, och 2008 blev han sjua i huvudserien (som nu bytt namn till ELF Renault Clio Cup) och återigen trea i vinterserien. Säsongen 2009 blev MacDowalls sista i mästerskapet och han tog fyra segrar och slutade på andra plats totalt bakom Philip Glew.
Både Glew och MacDowall flyttade upp till British Touring Car Championship säsongen 2010; Glew för Triple 8 Race Engineering och MacDowall för Silverline Chevrolet. Glew försvann dock ur mästerskapet redan efter första tävlingshelgen, men MacDowall fortsatte och tog två pallplatser och två pole positions under året. Totalt slutade han på elfte plats som teamkamrat till mästaren Jason Plato, vilket han följde upp med en nionde 2011, då han tog tre pallplatser.
Det brittiska teamet bamboo-engineering, som tävlade i World Touring Car Championship, bytte ut båda sina förare till säsongen 2012. MacDowall blev en av Chevroletteamets förare och som teamkamrat fick han italienaren Pasquale Di Sabatino, som precis bytt till standardvagnar från formelbilsracing.
| År                                               | Klass/Mästerskap                                          | Team                 | Bil                  | Starter        | Totalt/poäng   | Bästa placering            |
| ------------------------------------------------ | --------------------------------------------------------- | -------------------- | -------------------- | -------------- | -------------- | -------------------------- |
| 2005                                             | T Cars Autumn Trophy                                      | ?                    | ?                    | 6/7            | -/0p           | ?                          |
| 2006                                             | T Cars                                                    | Advent               | ?                    | 20/20          | 7:a/89p        | ?                          |
| 2007                                             | Renault Clio Cup Great Britain                            | ?                    | Renault Clio         | 11/12          | 32:a/13p       | ?                          |
| 2007                                             | Renault Clio Cup Great Britain Winter Series              | Total Control Racing | Renault Clio         | 4/4            | 3:a/86p        | 2:a på Donington (Race 2)  |
| 2007                                             | SEAT Cupra Great Britain - R class                        | Total Control Racing | SEAT Cupra           | 2/20           | -/0p           | ?                          |
| 2008                                             | ELF Renault Clio Cup                                      | Total Control Racing | Renault Clio         | 20/20          | 7:a/228p       | 3:a på Thruxton (Race 1)   |
| 2008                                             | ELF Renault Clio Winter Cup                               | Total Control Racing | Renault Clio         | 4/4            | 3:a/100p       | ?                          |
| 2009                                             | Elf Renault Clio Cup with Michelin                        | Total Control Racing | Renault Clio         | 20/20          | 2:a/445p       | Fyra segrar                |
| 2009                                             | SEAT León Supercopa Spain                                 | SUNRED Engineering   | SEAT León            | 6/18           | -/0p           | 11:a på Jerez (Race 3)     |
| 2009                                             | Renault Clio Cup Belgium                                  | Total Control Racing | Renault Clio         | 2/12           | gästförare     | 4:a på Zolder (Race 2)     |
| 2010                                             | Dunlop MSA British Touring Car Championship               | Silverline Chevrolet | Chevrolet Cruze      | 30/30          | 11:a/83p       | 2:a på Knockhill (Race 1)  |
| 2011                                             | Dunlop MSA British Touring Car Championship               | Silverline Chevrolet | Chevrolet Cruze      | 30/30          | 9:a/100p       | 2:a på Snetterton (Race 1) |
| 2012                                             | World Touring Car Championship                            | bamboo-engineering   | Chevrolet Cruze 1.6T | säsongen pågår | säsongen pågår | säsongen pågår             |
| 2012                                             | World Touring Car Championship - Yokohama Drivers' Trophy | bamboo-engineering   | Chevrolet Cruze 1.6T | säsongen pågår | säsongen pågår | säsongen pågår             |
| Senast uppdaterad: 2012-04-10 (4638 dagar sedan) |                                                           |                      |                      |                |                |                            |